# Bretea Română
Bretea Română (en húngaro: Oláhbrettye) es una comuna ubicada en el distrito de Hunedoara, Rumania.

## Superficie
Cuenta con una superficie de 100,4 kilómetros cuadrados.

## Demografía
Hasta 2021 la población era de 2969 habitantes, con una densidad de población de 29,58 habitantes por kilómetro cuadrado.